# Montgeroult
Pour l’article homonyme, voir Hélène de Montgeroult.
Montgeroult est une commune française située dans le département du Val-d'Oise en région Île-de-France.
Ses habitants sont les Montgeroldiens.

## Géographie

### Localisation
Le village se situe à flanc de coteau de la vallée de la Viosne, petite rivière du Vexin français. La commune s'étend sur donc un territoire dont l’altitude varie entre 100 m au nord de la commune sur le plateau et 40 m au sud  de celle-ci, au niveau de la vallée de la Viosne, soit une soixantaine de mètres de dénivellation.

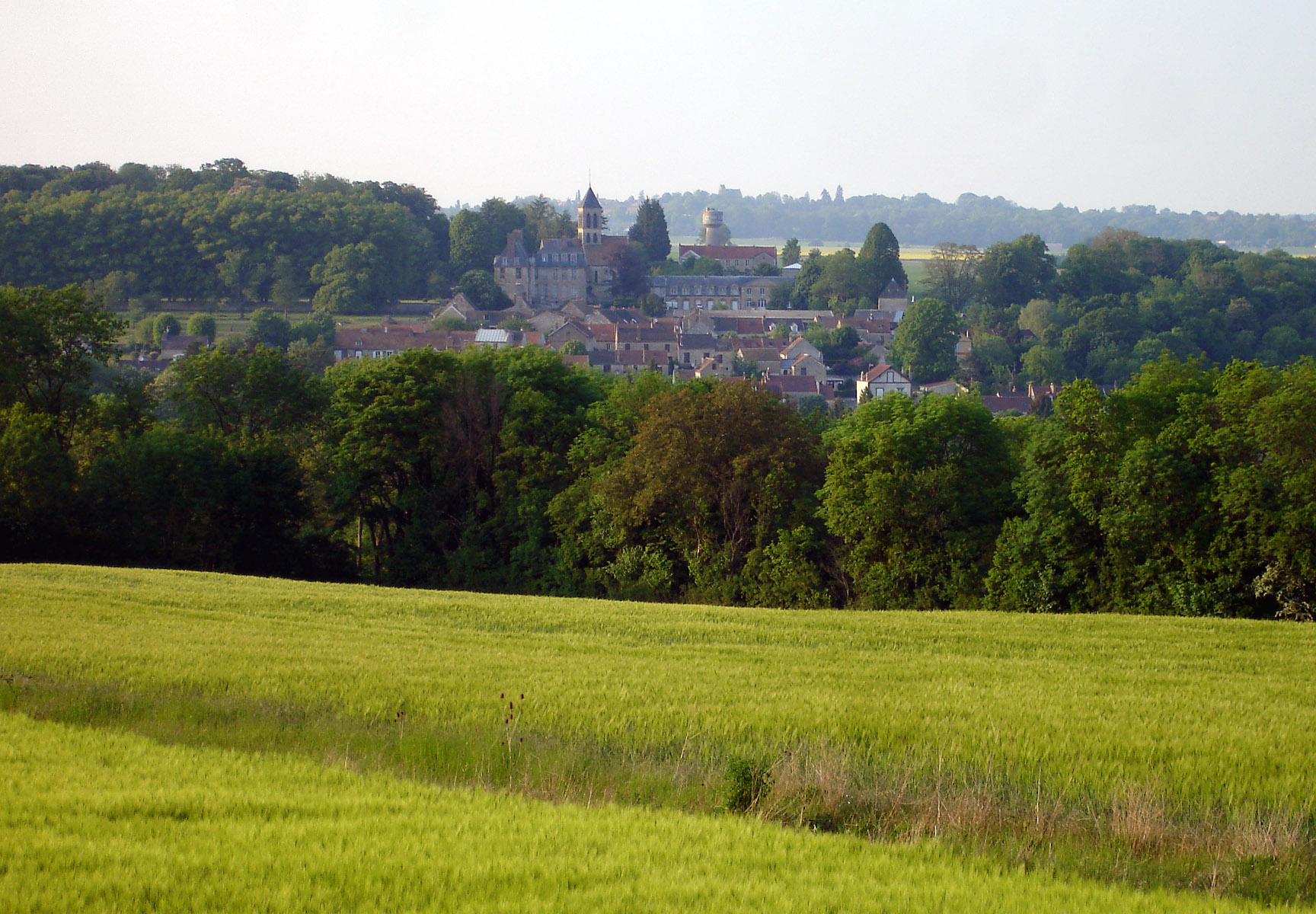
Vue du village depuis la chaussée Jules César à Courcelles-sur-Viosne.

Elle est située dans le parc naturel régional du Vexin français.

### Voies de communication et transports
Montgeroult est desservie par la gare de Montgeroult - Courcelles) sur la ligne de Saint-Denis à Dieppe, desservie depuis la gare de Paris-Saint-Lazare par les trains de la ligne J du Transilien de la direction de Gisors.

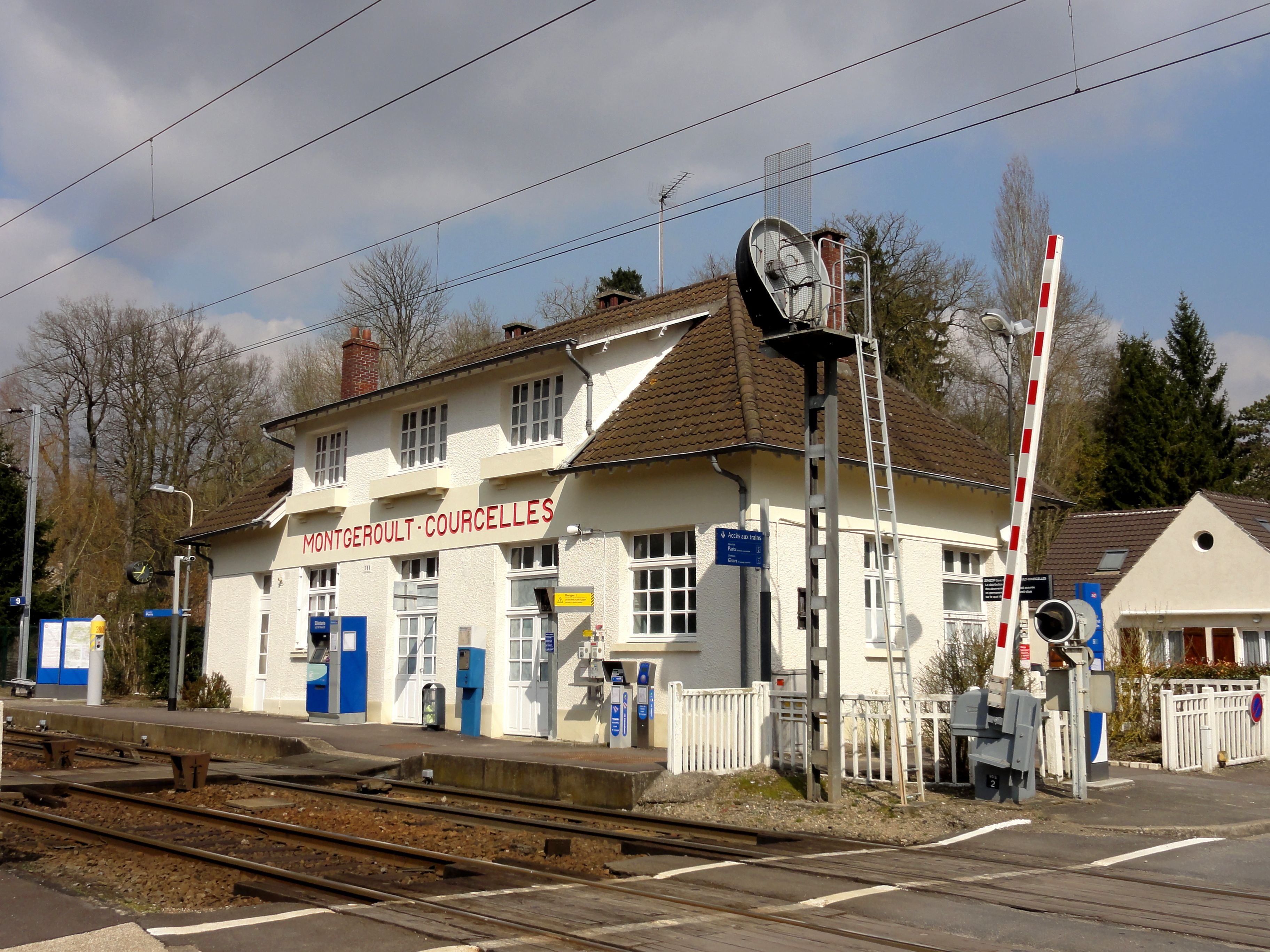
La gare de Montgeroult - Courcelles.

### Communes limitrophes
La commune est limitrophe de Cormeilles-en-Vexin, Boissy-l'Aillerie, Courcelles-sur-Viosne et Ableiges.
|          | Cormeilles-en-Vexin   |                   |
| Ableiges | Montgeroult           | Boissy-l'Aillerie |
|          | Courcelles-sur-Viosne |                   |

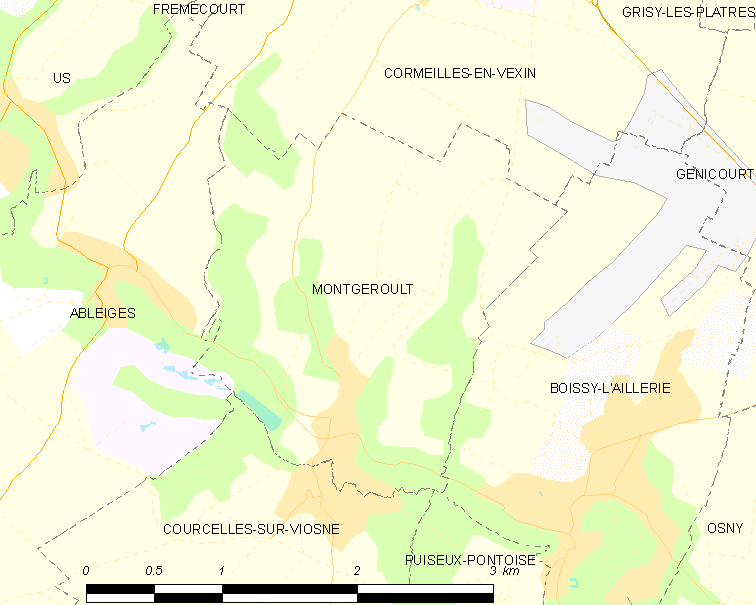
Carte de la commune.
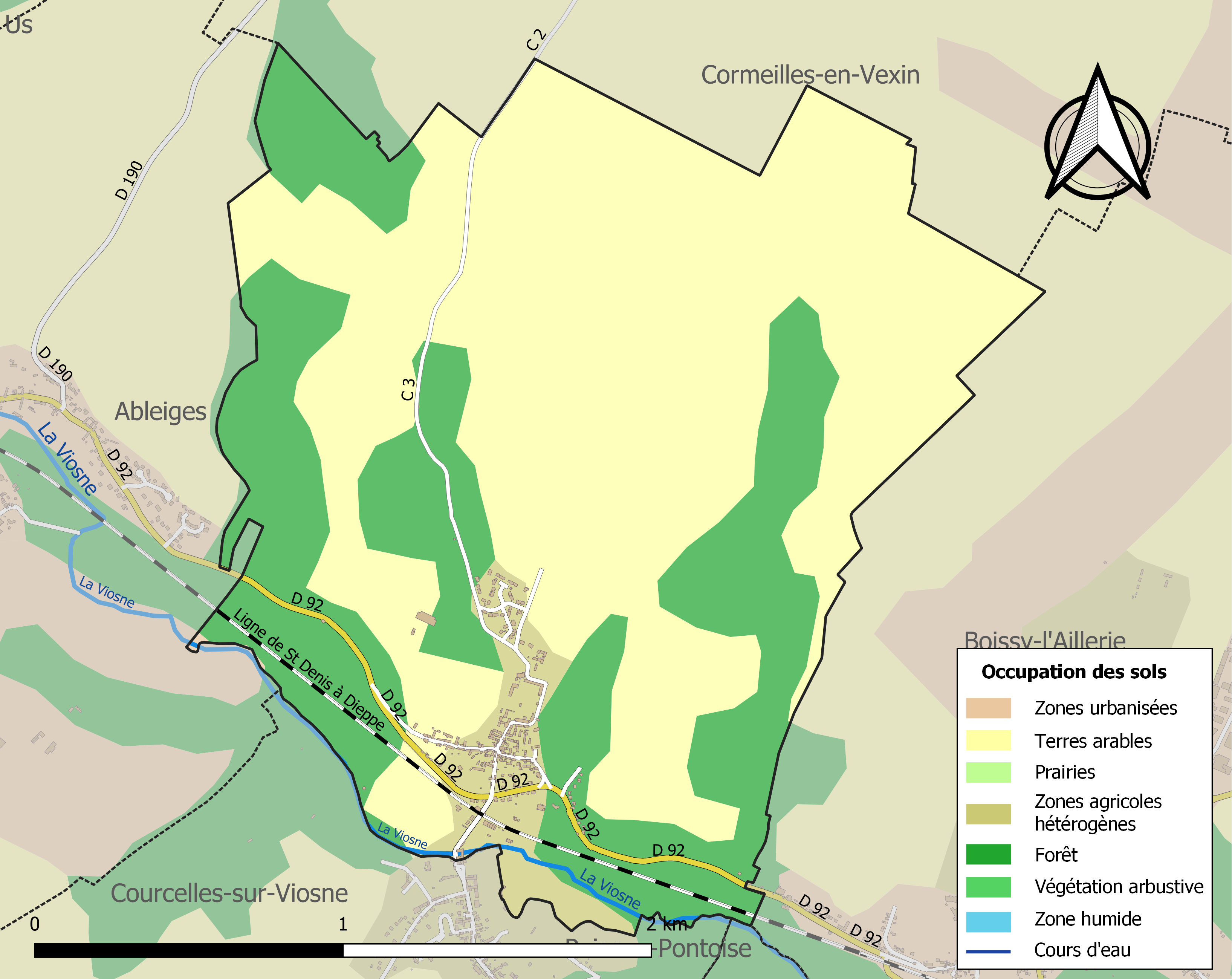
Occupation des sols

### Hydrographie
Le sud de la commune est limité par la Viosne, ses zones humlides et les étangs et marais des Aunes Pinard, des Aunes.
La Viosne est  un  affluent droit de l'Oise, c'est à-dire un sous-affluent du fleuve la Seine.

### Environnement

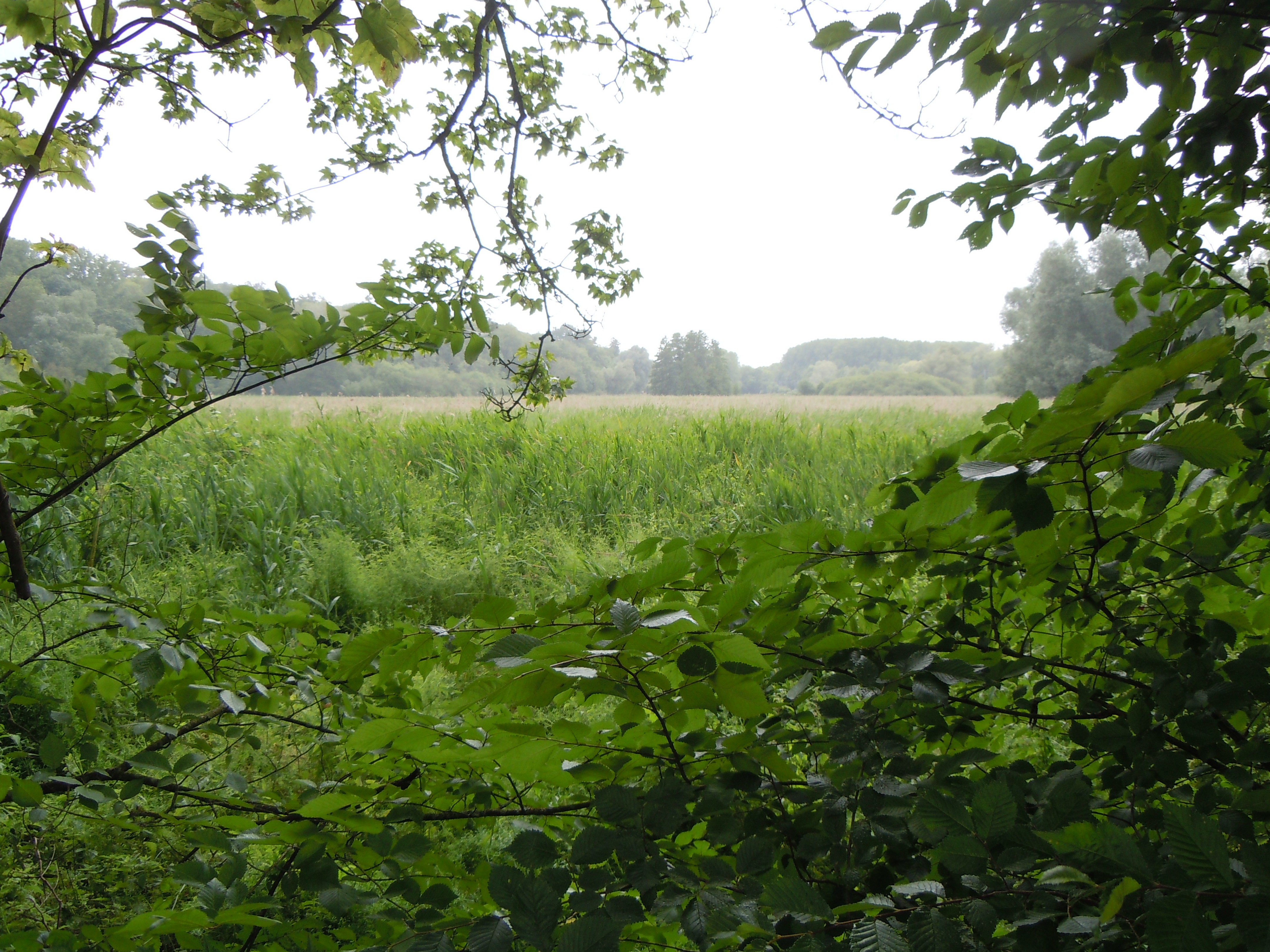
Vue de la ZNIEFF du marais d'Ableige.

La commune est caractérisée par la présence de zones humides dans la vallée de la Viosne, avec notamment l’Étang des Aunes et les lieux-dits les Aunes Pinard et la Fontaine aux pigeons, où la biodiversité animale et végétale est importante, et qui permettent de limiter les risques d'inondations..
Le marais d'Ableiges, de part et d'autre de l'étang des Aunes, en fond de vallée est classé zone naturelle d'intérêt écologique, faunistique et floristique de type 1, sous le numéro régional no 00006019. Elle s'étend sur 50,85 ha répartis sur les communes d'Ableiges, Courcelles-sur-Viosne et Montgeroult. On y note en particulier la présence des plus grandes roselières de la vallée de la Viosne où nidifie le Phragmite des joncs (et, en 1980 la Bouscarle de Cetti), et où l'on constate une végétation aquatique flottante ou submergée, ainsi que de végétations submergées des rivières, des prairies
humides eutrophes, de franges humides méso-nitrophiles à hautes herbes, de bois marécageux à aulne, saule et piment royal, d’aulnaies-frênaies médio-européennes, d’ormaies, de haies et de  peupleraies plantées.

### Climat
Pour des articles plus généraux, voir Climat de l'Île-de-France et Climat du Val-d'Oise.
En 2010, le climat de la commune est de type climat océanique dégradé des plaines du Centre et du Nord, selon une étude du CNRS s'appuyant sur une série de données couvrant la période 1971-2000. En 2020, Météo-France publie une typologie des climats de la France métropolitaine dans laquelle la commune est exposée à un climat océanique et est dans la région climatique  Sud-ouest du bassin Parisien, caractérisée par une faible pluviométrie, notamment au printemps (120 à 150 mm) et un hiver froid (3,5 °C). 
Pour la période 1971-2000, la température annuelle moyenne est de 11,2 °C, avec une amplitude thermique annuelle de 14,8 °C. Le cumul annuel moyen de précipitations est de 677 mm, avec 11,8 jours de précipitations en janvier et 7,7 jours en juillet. Pour la période 1991-2020, la température moyenne annuelle observée sur la station météorologique la plus proche, située sur la commune de Boissy-l'Aillerie à 3 km à vol d'oiseau, est de 11,2 °C et le cumul annuel moyen de précipitations est de 635,8 mm,. Pour l'avenir, les paramètres climatiques de la commune estimés pour 2050 selon différents scénarios d'émission de gaz à effet de serre sont consultables sur un site dédié publié par Météo-France en novembre 2022.
| Mois                                  | jan.             | fév.           | mars           | avril           | mai           | juin          | jui.          | août          | sep.            | oct.          | nov.             | déc.           | année      |
| ------------------------------------- | ---------------- | -------------- | -------------- | --------------- | ------------- | ------------- | ------------- | ------------- | --------------- | ------------- | ---------------- | -------------- | ---------- |
| Température minimale moyenne (°C)     | 1,6              | 1,4            | 3,2            | 4,8             | 8,2           | 11            | 12,9          | 12,8          | 10              | 7,7           | 4,4              | 2,1            | 6,7        |
| Température moyenne (°C)              | 4,3              | 4,8            | 7,6            | 10,2            | 13,6          | 16,7          | 18,9          | 18,8          | 15,5            | 11,9          | 7,5              | 4,7            | 11,2       |
| Température maximale moyenne (°C)     | 7                | 8,2            | 12             | 15,6            | 19            | 22,3          | 24,9          | 24,9          | 21              | 16            | 10,7             | 7,4            | 15,8       |
| Record de froid (°C) date du record   | −17,8 17.01.1985 | −15,4 07.02.12 | −11,1 13.03.13 | −4,6 12.04.1986 | −1,6 06.05.19 | 1 05.06.1991  | 4 01.07.1960  | 3,1 26.08.18  | −0,6 20.09.1952 | −5,2 28.10.03 | −10,2 24.11.1998 | −16 07.12.1969 | −17,8 1985 |
| Record de chaleur (°C) date du record | 15,5 05.01.1999  | 20 27.02.19    | 25,6 31.03.21  | 29,3 18.04.1949 | 32,5 27.05.05 | 37,1 27.06.11 | 41,6 25.07.19 | 39,2 12.08.03 | 35,5 08.09.23   | 28,8 01.10.11 | 21,7 01.11.14    | 17,4 07.12.00  | 41,6 2019  |
| Précipitations (mm)                   | 54,1             | 45,9           | 46,9           | 43,9            | 59,8          | 50,2          | 51,6          | 55,4          | 46,7            | 58,2          | 54,8             | 68,3           | 635,8      |

## Urbanisme

### Typologie
Au 1er janvier 2024, Montgeroult est catégorisée commune rurale à habitat dispersé, selon la nouvelle grille communale de densité à sept niveaux définie par l'Insee en 2022.
Elle est située hors unité urbaine. Par ailleurs la commune fait partie de l'aire d'attraction de Paris, dont elle est une commune de la couronne,. Cette aire regroupe 1 929 communes,.

## Toponymie
Le nom de la localité est mentionné sous les formes monte geroldi au XIe siècle.
L'origine du nom provient du latin mons, mont et de l'anthroponyme germanique Gerold ; « mont Gerulfi » ou « mont Gerold », du nom d'un guerrier franc enterré dans le village[réf. nécessaire].

## Histoire
Les moines bénédictins de l'abbaye de Saint-Denis étaient installés à Montgeroult où depuis le IXe siècle il y avait une maison « Le Moutier » qui se trouvait à l'emplacement actuel de château. Les moines y possèdent « toute justice » et construisent une chapelle base de l'église actuelle
Le village est érigé en paroisse dépendant de l'abbaye de Saint-Denis en 1071. Les moines s’étant ruinés, la seigneurie de Montgeroult est vendue en cette année à Jean de Donon, conseiller du Roi, commissaire ordinaire des guerres, contrôleur général des bâtiments, seigneur de Châtres en Brie et autres lieux. Il épouse Marie fille de Jean de Longueval dont il a  plusieurs enfants dont les deux premiers sont successivement seigneurs de Montgeroult. Jean Ier de Donon fait construire à l’emplacement des ruines de l’ancienne abbaye la partie centrale du château, entre 1609 et 1640.

## Politique et administration

### Rattachements administratifs et électoraux

#### Rattachements administratifs
Antérieurement à la loi du 10 juillet 1964, la commune faisait partie du département de Seine-et-Oise. La réorganisation de la région parisienne en 1964 fit que la commune appartient désormais au département du Val-d'Oise et à son arrondissement de Pontoise après un transfert administratif effectif au 1er janvier 1968.
Elle faisait partie de 1801 à 1967 du canton de Marines de Seine-et-Oise. Lors de la mise en place du Val-d'Oise, la ville intègre le canton de Vigny . Dans le cadre du redécoupage cantonal de 2014 en France, cette circonscription administrative territoriale a disparu, et le canton n'est plus qu'une circonscription électorale.

#### Rattachements électoraux
Pour les élections départementales, la commune est membre depuis 2014 du canton de Pontoise
Pour l'élection des députés, elle fait partie de la première circonscription du Val-d'Oise.

### Intercommunalité
La commune, initialement membre de la communauté de communes Val de Viosne, est membre, depuis le 1er janvier 2013, de la communauté de communes Vexin centre.
En effet, cette dernière a été constituée le 1er janvier 2013 par la fusion de la communauté de communes des Trois Vallées du Vexin (12 communes), de la communauté de communes Val de Viosne (14 communes) et  de la communauté de communes du Plateau du Vexin (8 communes), conformément aux prévisions du schéma départemental de coopération intercommunale du Val-d'Oise approuvé le 11 novembre 2011.

### Liste des maires
| Période                                  | Période                    | Identité           | Étiquette | Qualité                                                                                               |
| ---------------------------------------- | -------------------------- | ------------------ | --------- | --- |
| Les données manquantes sont à compléter. |                            |                    |           | |
| avant 1853                               |                            | Louis Pierre Huppe |           | |
| mai 1925                                 |                            | Am.de Bray         |           | |
|                                          |                            |                    |           | |
| mars 1946                                | 1971                       | Olivier Riant      | SE        | |
| mars 1971                                | 1989                       | Henri Le Rouzic    | DVD       | |
| mars 1989                                | 2008                       | Bernard Toublanc   | DVD       | Ancien président du directoire de la Caisse d’épargne Ile-de-France Nord Officier des Arts et Lettres |
| mars 2008                                | En cours (au 25 juin 2021) | Alain Mateos       |           | Réélu pour le mandat 2020-2026,                                                                       |

## Équipements et services publics

### Enseignement

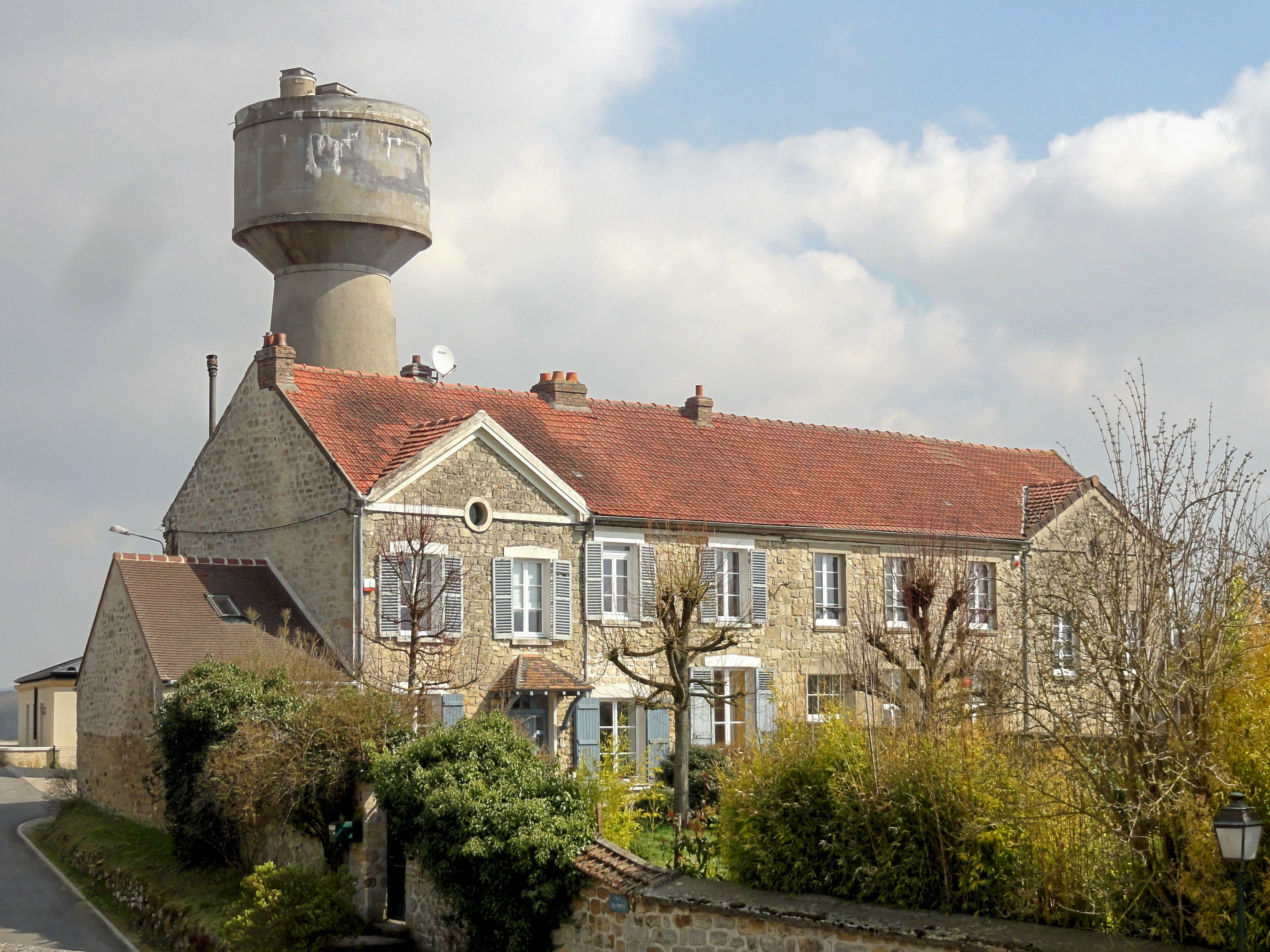
L'école et le château d'eau

La commune fait partie avec Courcelles-sur-Viosne du SIDISCM qui gère un regroupement pédagogique intercommunal (RPI).
L'école de Montgeroult accueille en 2020/2021 une classe de CP / CE1 (cycle 2) et une classe de CE2 / CM1 / CM2 (cycle 3) soit 66 enfants, qui disposent d'une cantine et d'un accueil périscolaire.

### Marché
La municipalité a mis en place au printemps 2021 un marché hebdomadaire, qui se tient les jeudis après-midi sur le parvis de la mairie.

## Démographie
L'évolution du nombre d'habitants est connue à travers les recensements de la population effectués dans la commune depuis 1793. Pour les communes de moins de 10 000 habitants, une enquête de recensement portant sur toute la population est réalisée tous les cinq ans, les populations de référence des années intermédiaires étant quant à elles estimées par interpolation ou extrapolation. Pour la commune, le premier recensement exhaustif entrant dans le cadre du nouveau dispositif a été réalisé en 2008.

En 2022, la commune comptait 350 habitants, en évolution de −8,38 % par rapport à 2016 (Val-d'Oise : +4 %, France hors Mayotte : +2,11 %).
| 1793 | 1800 | 1806 | 1821 | 1831 | 1836 | 1841 | 1846 | 1851 |
| ---- | ---- | ---- | ---- | ---- | ---- | ---- | ---- | ---- |
| 284  | 233  | 243  | 265  | 278  | 264  | 260  | 244  | 220  |

| 1856 | 1861 | 1866 | 1872 | 1876 | 1881 | 1886 | 1891 | 1896 |
| ---- | ---- | ---- | ---- | ---- | ---- | ---- | ---- | ---- |
| 222  | 223  | 244  | 231  | 280  | 300  | 277  | 297  | 280  |

| 1901 | 1906 | 1911 | 1921 | 1926 | 1931 | 1936 | 1946 | 1954 |
| ---- | ---- | ---- | ---- | ---- | ---- | ---- | ---- | ---- |
| 313  | 302  | 306  | 292  | 270  | 319  | 283  | 297  | 310  |

| 1962 | 1968 | 1975 | 1982 | 1990 | 1999 | 2006 | 2008 | 2013 |
| ---- | ---- | ---- | ---- | ---- | ---- | ---- | ---- | ---- |
| 314  | 332  | 316  | 297  | 347  | 411  | 423  | 427  | 395  |

| 2018 | 2022 | - | - | - | - | - | - | - |
| ---- | ---- | - | - | - | - | - | - | - |
| 356  | 350  | - | - | - | - | - | - | - |

### Économie
Le rapport de présentation du plan local d'urbanisme de la commune mentionne en 2008 qu'une vingtaine d'emplois y sont localisés, essentiellement dans le secteur des services : « on dénombre trois employés municipaux, trois professeurs des écoles, deux agriculteurs, un gardien au château, un photographe, trois personnes travaillant à l’Auberge de la Gare, ainsi que des professions libérales (deux psychothérapeutes,
quatre assistantes maternelles) ». Un restaurateur/aubergiste et un artisan sont également présents.
L'activité agricole, essentiellement céréalière et betteravière, est fortement présente puisque 289 des 497 hectares que compte la commune sont consacrés en 2000 à l'agriculture. Deux exploitations agricoles ont alors  leur siège dans la commune, l'une exploitant 137,4 ha, l'autre 129 ha.

## Culture locale et patrimoine

### Lieux et monuments

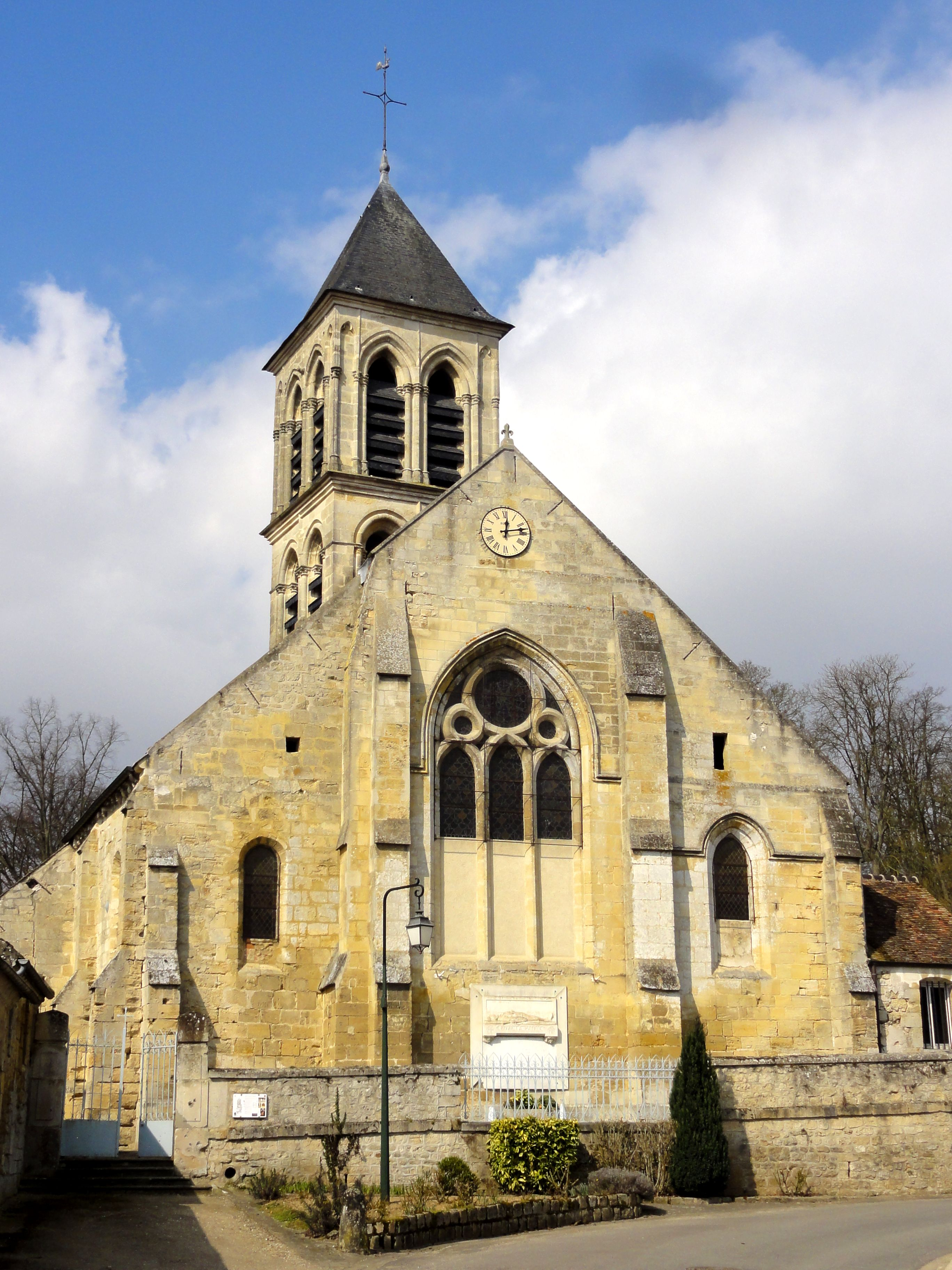
Église Notre-Dame.

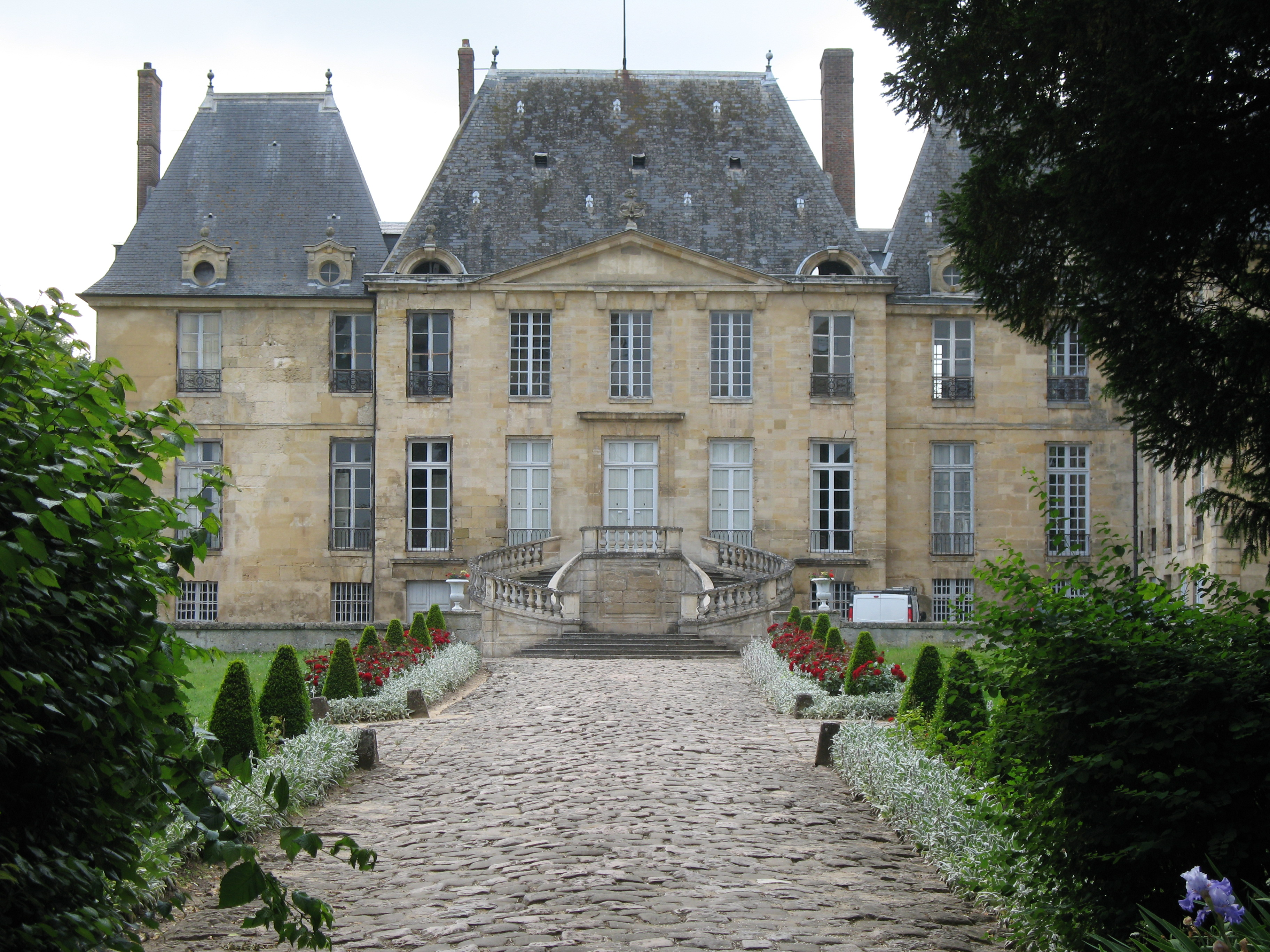
Château de Montgeroult.

Montgeroult compte deux monuments historiques sur son territoire :
- Église Notre-Dame-de-l'Assomption, rue Neuve (classée monument historique en 1941[32]) : 
Fondée probablement vers 1070, l'église dépendait de l'abbaye de Saint-Denis sous tout l'Ancien Régime. Aucun élément concret ne confirme toutefois la tradition locale, selon laquelle un monastère aurait été associé à l'église avant la construction du château, et l'église ne constitue pas non plus l'ancienne chapelle du château. 
Pour un édifice d'aussi petites dimensions, son architecture atteint un très bon niveau, et son chœur possède même des galeries anciennement ouvertes sur combles. Les six travées orientales ont été édifiées en trois campagnes entre 1190 et 1240 environ, et reflètent les différentes étapes de développement de l'architecture gothique, jusqu'à l'apparition du style gothique rayonnant qui se manifeste sur l'étage supérieur du clocher. 
La base du clocher utilise des piliers antérieurs à tout le reste, et l'arc triomphal en plein cintre ouvrant sur la nef permet de faire remonter ces éléments aux débuts de la paroisse. 
La courte nef et ses deux bas-côtés sont les parties les plus récentes. Édifiées vers 1570 / 1590, ils portent les marques du style de la Renaissance, et reprennent des caractéristiques de certaines œuvres de l'architecte Nicolas Le Mercier, de Pontoise. Dès 1640, la façade occidentale est rendue caduque par son enfermement dans le parc du château. En 1714, l'ajout d'un porche devant le portail du sud endommage la frise des Apôtres, l'un des joyaux de l'église[33],[34].

- Château de Montgeroult, rue Neuve (inscrit monument historique en 1958, classé en 1977 puis classé avec tout son domaine en  1996[35]) : 
Bel exemple du style Louis XIII, le bâtiment qui domine la vallée de la Viosne  comporte trois pavillons coiffés d'une haute toiture d'ardoise. 
L'importance du corps principal de logis est soulignée par une légère saillie par rapport aux pavillons latéraux, un escalier d'honneur à double révolution en fer à cheval, un fronton brisé et l’indépendance des toits à croupe avec dominante du toit principal. Les fenêtres plus allongées que sous le règne suivant, sont à petits carreaux, les combles à la française et les lucarnes, surmontées de globes, alternativement arquées et triangulaires ont un aspect qui rappelle la Renaissance. 
L’ensemble du château est en pierre de taille, deux pavillons entourant le bâtiment central, la toiture de ce dernier étant décorée par un grand fronton triangulaire surmonté d’un vase encadré de draperies et surmonté de guirlandes de fleurs. Il y avait quatre pavillons aux toitures d’ardoise, il n’en reste que deux aujourd’hui, ceux qui entourent la grille d’entrée. les deux autres se trouvaient à chaque angle de la cour pavée. 
Jean Ier de Donon fait construire la partie centrale du château à l’emplacement des ruines de l’ancienne abbaye, entre 1609 et 1640. Le parc est créé en 1660. Le gros pavillon carré à droite, l'orangerie, les communs (les plus remarquables du Vexin avec La Roche-Guyon) sont ajoutés par Louis Chevalier en 1704. Il fait également édifier la citerne de la cour du château, en 1723, qui 12 mètres de long sur 8 mètres de large et peut contenir 300 000 litres d'eau. 
Ayant par miracle survécu à la période révolutionnaire et ayant servi à stocker de la farine, le château est acheté par le baron de Bray, gentilhomme de la cour de Charles X. Le château est depuis 1830 dans la même famille[réf. nécessaire].

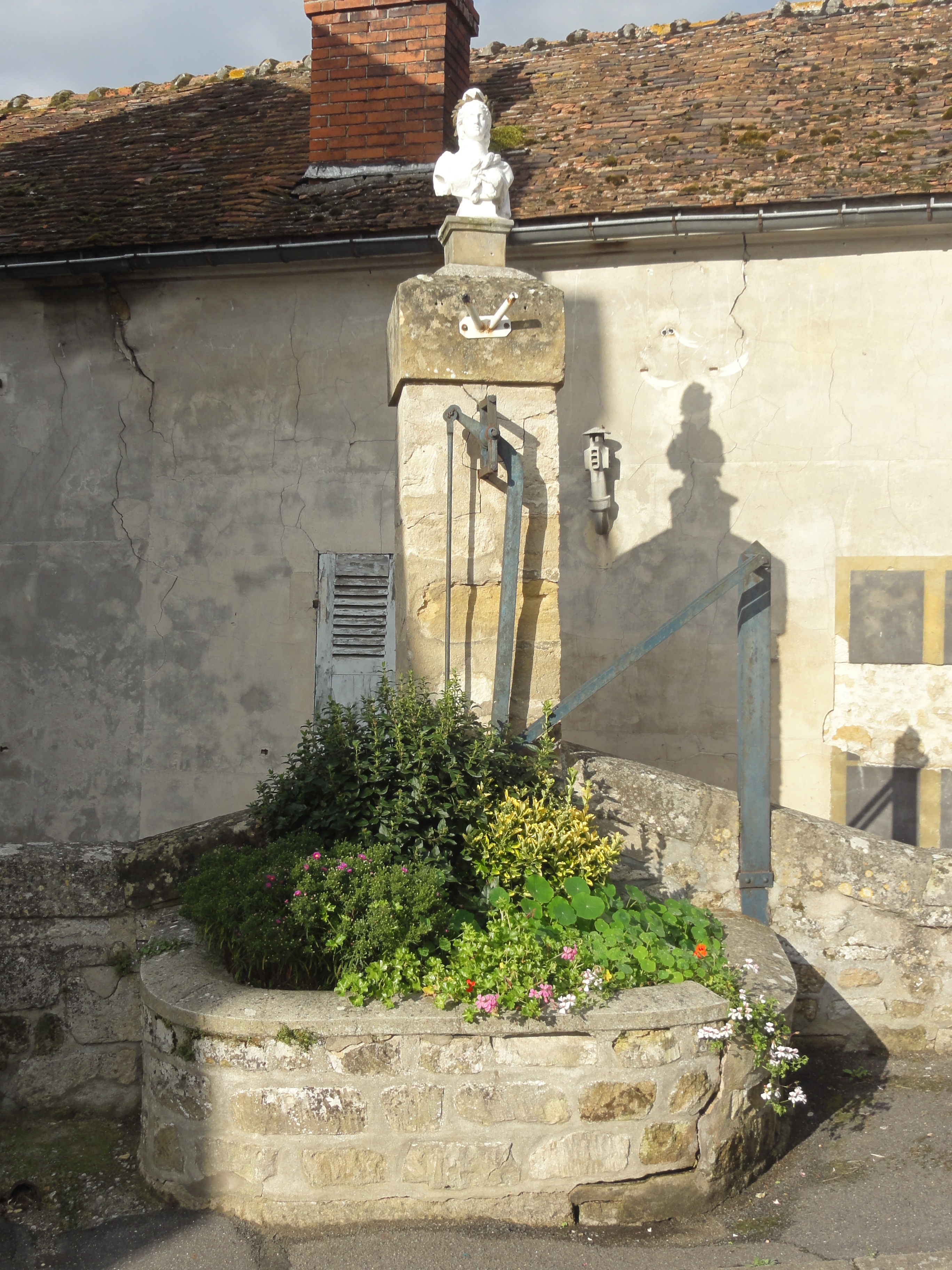
Ancienne fontaine, rue des Roches.
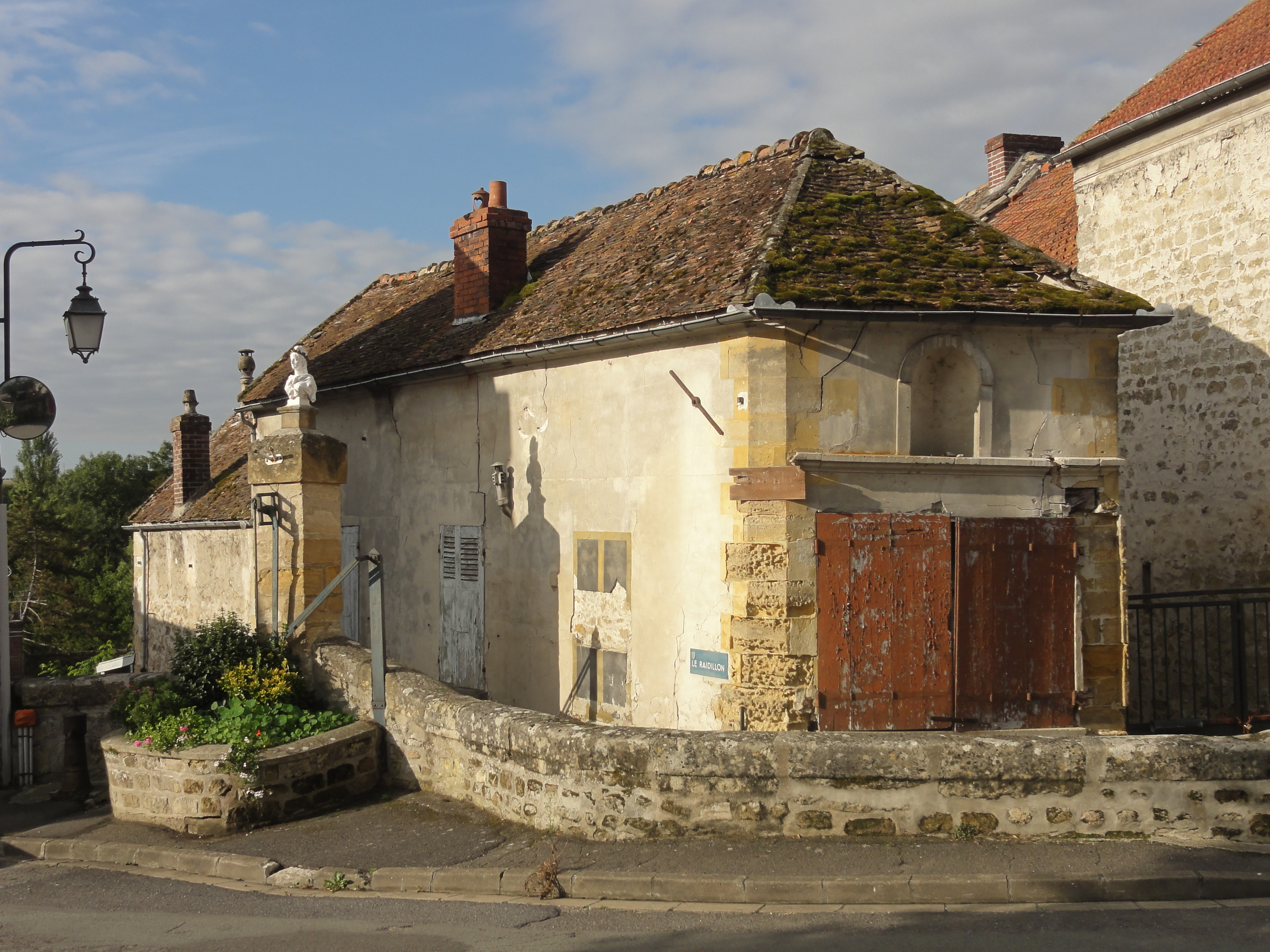
Rue du Raidillon et rue du Vieux Colombier.
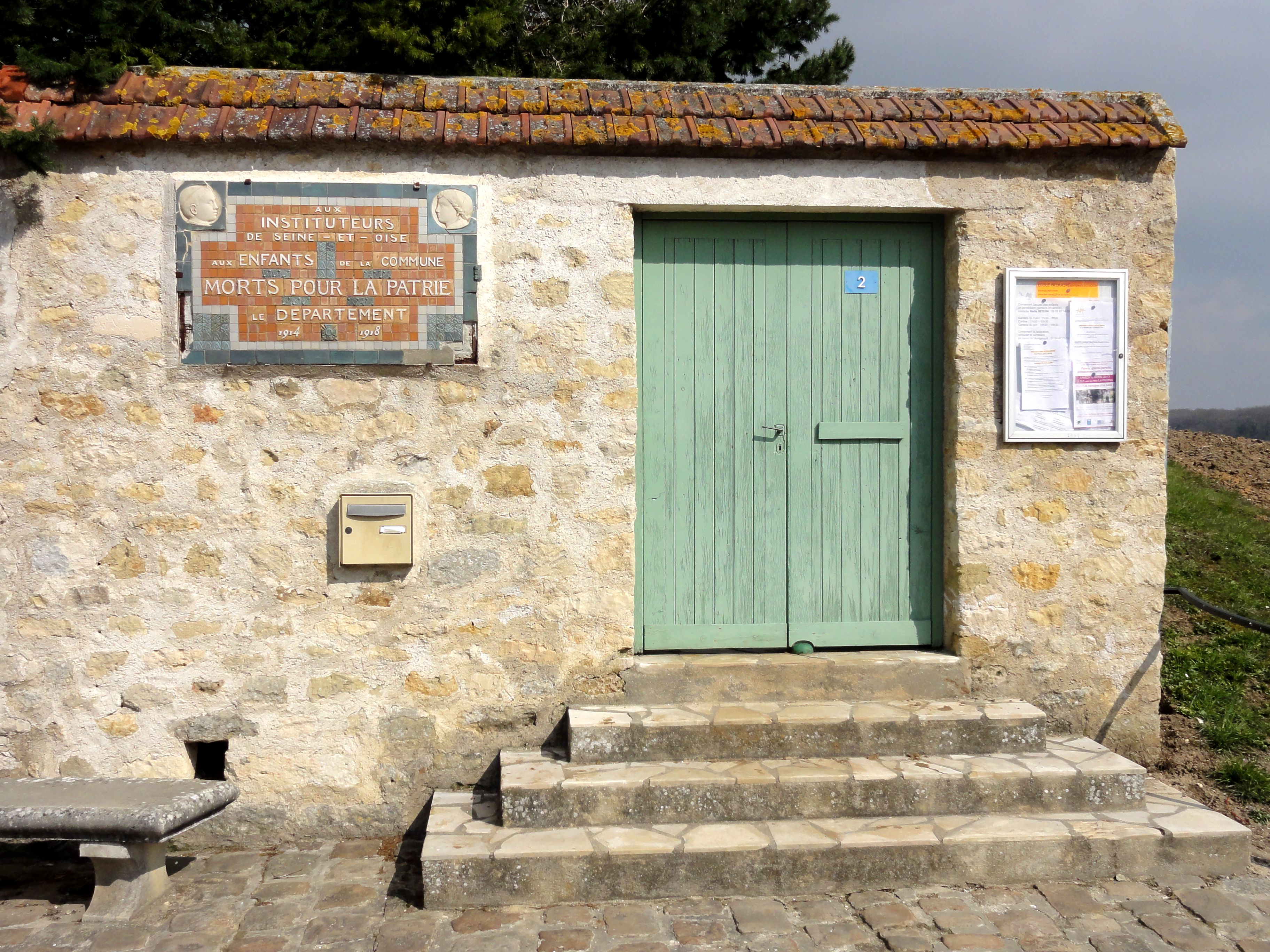
L'entrée de l'école et sa plaque commémorative.
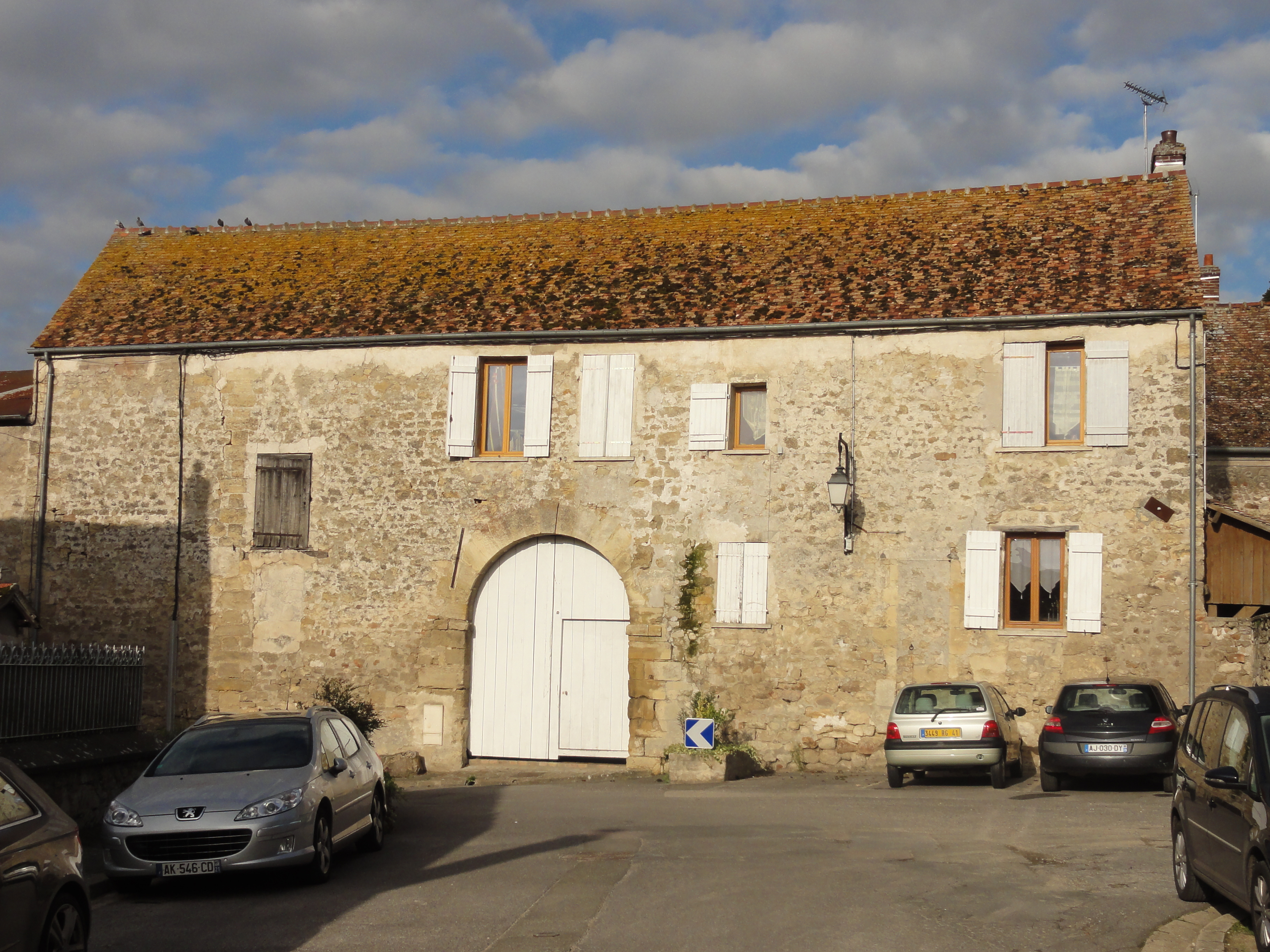
Rue du Fruchot.
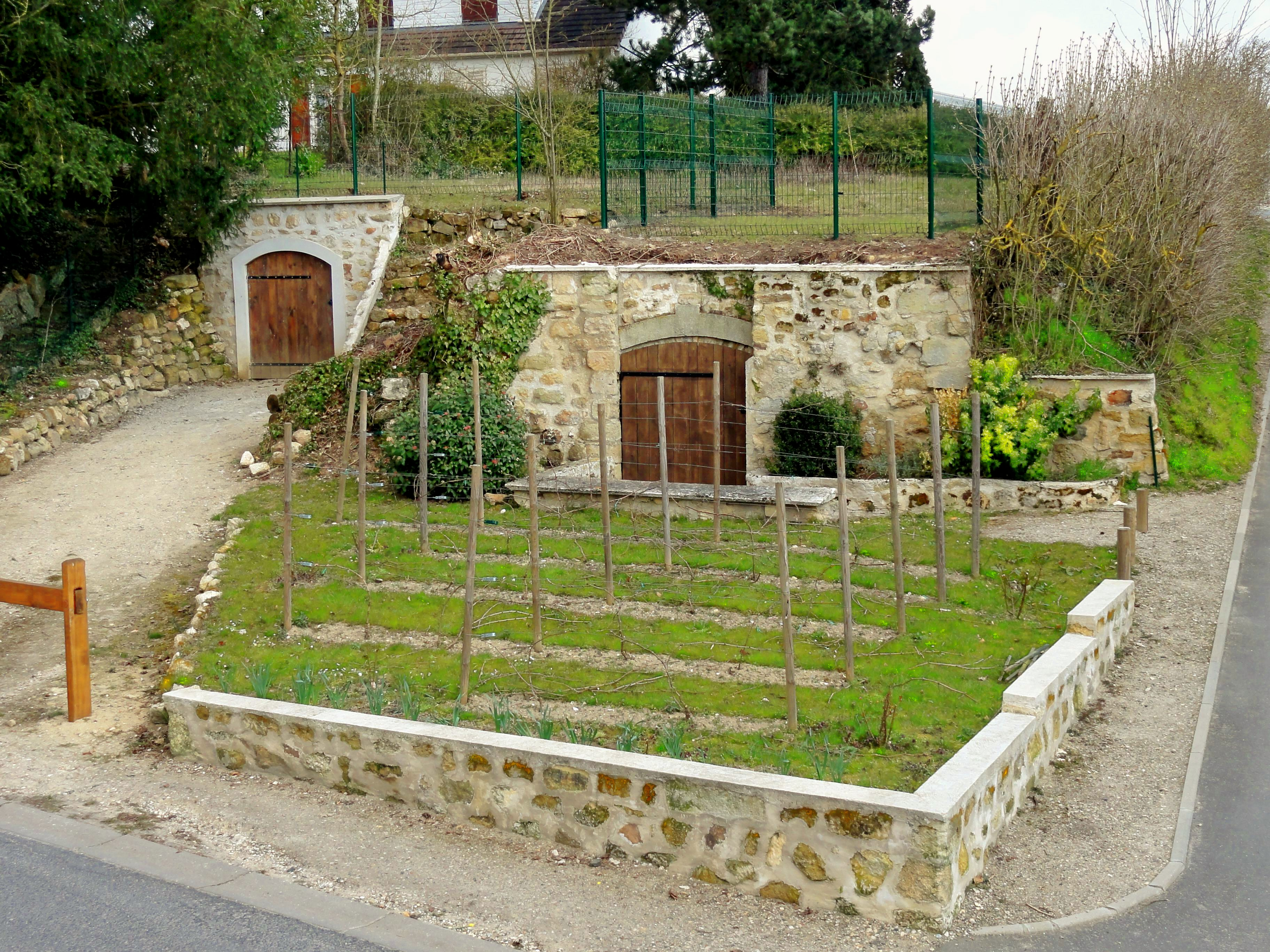
Vignoble, route de Cormeilles.
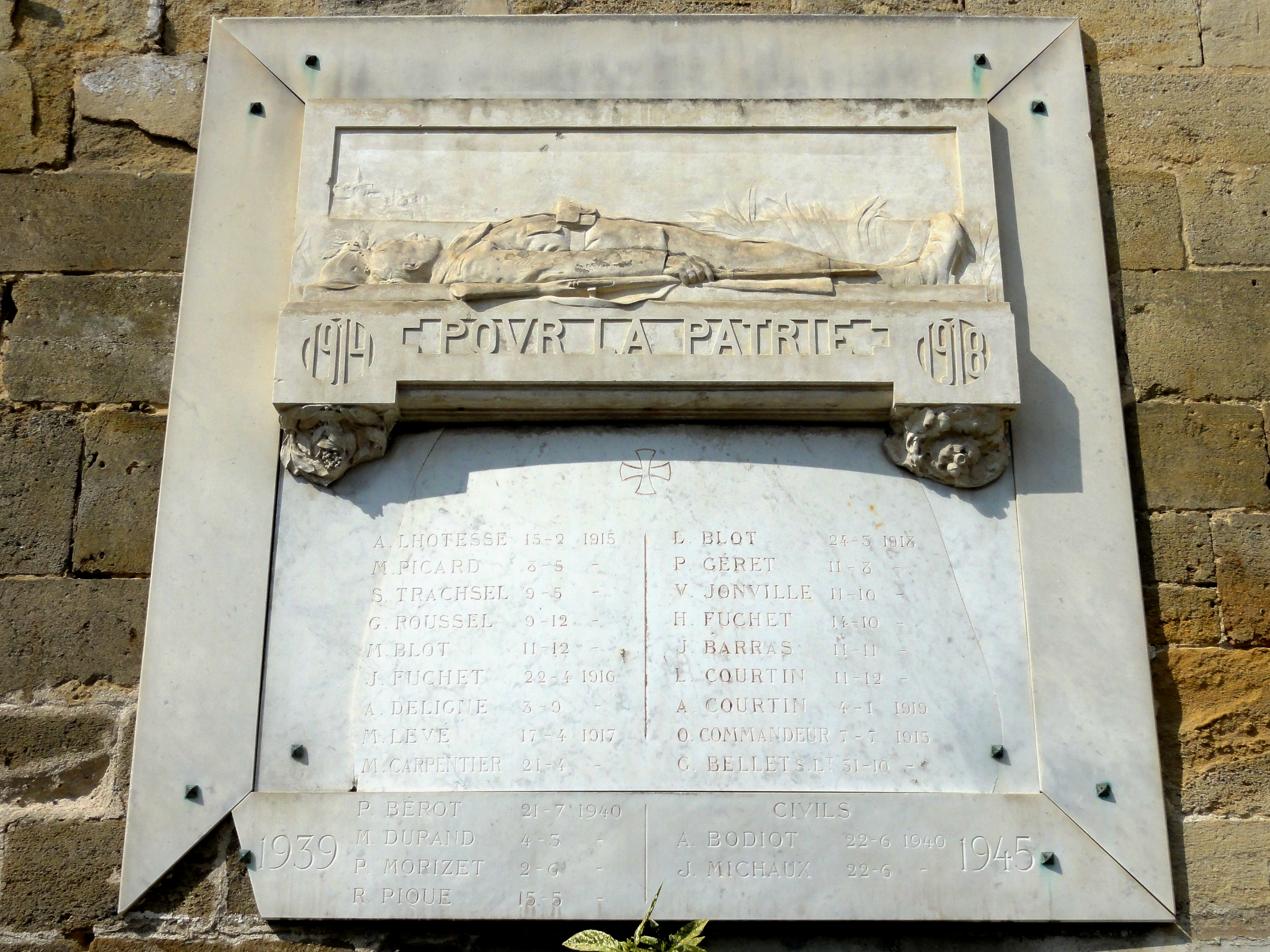
Monument aux morts.

### Personnalités liées à la commune

#### Seigneurs de Montgeroult
- Jean de Donon, par l'acquisition successive de biens 1573 à Claude d'Ailly, puis des droits seigneuriaux de l'abbaye de Saint-Denis et enfin de la seigneurie de Longueval, devient « seigneur en totalité de Montgeroult »  et fait construire le château actuel (du début du XVIIe siècle) à l'emplacement des ruines du Moutier des moines de Saint-Denis. La seigneurie est la propriété en 1683 d'Antoine Le Féron, président au Parlement de Paris[16].
- En 1701 Louis Chevalier, président de la Haute Cour du Parlement de Paris, achète le château pour la somme de 135 000 livres.
- Louis Chevalier[36] était chevalier, conseiller du Roi en la Cour des Aides, puis président de la Haute Cour du Parlement, seigneur de Bagnolet, Boissy, Théméricourt, Longueval et autres lieux. Son père était l’un des quarante fermiers généraux du Roi. Louis Chevalier apporta de nombreuses améliorations à sa propriété de Montgeroult en adjoignant une aile au château et en faisant édifier les communs. Il fait aussi réparer l’église. 
À sa mort en 1750 son fils vend ses terres à Jacques Gaultier, écuyer du Roi, dont la famille appartenait à la riche bourgeoisie commerçante de Paris; à sa mort son fils André Gaultier  se déclare aussitôt marquis de Montgeroult ; il épouse Hélène de Nervo[16].
- La marquise de Montgeroult était douée d'un talent incomparable pour la musique, et l'une des premières à jouer du piano-forte qui venait de remplacer le clavecin. En 1792, madame de Montgeroult est enfermée à la Conciergerie et n'a la vie sauve qu'en jouant La Marseillaise devant le Comité de salut public. Son mari, participant à une expédition visant à sauver Marie-Antoinette de la guillotine, est arrêté par les Autrichiens et meurt dans les cachots de Mantoue[37].

### Montgeroult dans les arts et la culture

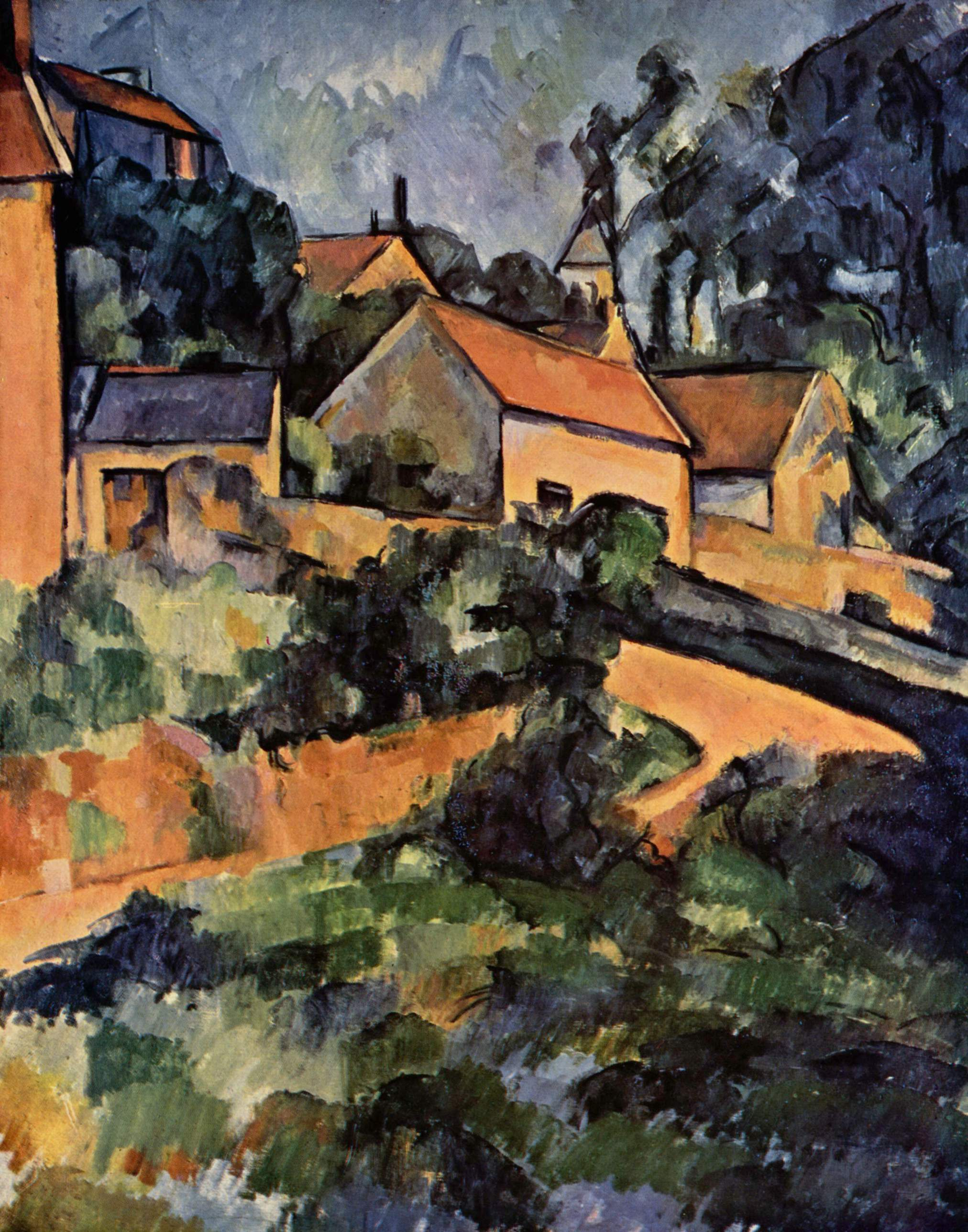
Paul Cézanne : La Route tournante à Montgeroult (1898).

Paul Cézanne a peint en 1898  le tableau La Route tournante à Montgeroult, exposé au Museum of Modern Art sz New-York.

### Héraldique
| Blason de Montgeroult | Blason  | D'or aux trois hures de sanglier arrachées de sable et défendues d'argent. |
| Blason de Montgeroult | Détails | Le statut officiel du blason reste à déterminer.                           |